# Айхштеттен
Айхштеттен (нім. Aichstetten) — громада в Німеччині, знаходиться в землі Баден-Вюртемберг. Підпорядковується адміністративному округу Тюбінген. Входить до складу району Равенсбург.
Площа — 33,75 км2. Населення становить 2842 ос. (станом на 31 грудня 2020).